# Eristalinus megacephalus
Eristalinus megacephalus là một loài ruồi trong họ Ruồi giả ong (Syrphidae). Loài này được Rossi mô tả khoa học đầu tiên năm 1794. Eristalinus megacephalus phân bố ở vùng Châu Phi